# Antonio Seoane Sánchez
Antonio Seoane Sánchez [alias Julián y Jorge; nombre falso Aureliano Barral] (Boiro, 13 de octubre de 1906 - Campo de la Rata, 6 de noviembre de 1948) fue un guerrillero antifranquista español nacido en Galicia.

## Biografía
Marchó a la Argentina con su familia con cinco años, y se establecieron en Buenos Aires donde su padre trabajó como carpintero. Llegado a la adolescencia, Antonio colaboró con la economía familiar distribuyendo el diario La Prensa. Interesado por las gentes que llegan desde Galicia también como inmigrantes, se integró en la Federación de Sociedades Gallegas, donde además colaboraba y conoció a muchos de los huidos durante la guerra civil española. Ya casado y con un hijo, se afilió al Partido Comunista de España y, creyendo que la guerra mundial no acabaría en los Pirineos, sino que la dictadura franquista instalada en España podía ser derrotada, siguiendo instrucciones del partido marchó a Bilbao en 1943 para reorganizar la estructura comunista, pero ésta había sido detenida, con lo que viajó a Pamplona y después a Barcelona, desde donde se le envió a Madrid, a las órdenes de Jesús Monzón, trabajando clandestinamente dentro del aparato de propaganda del PCE hasta 1944. Ese año la dirección comunista en Madrid fue detenida y Antonio, junto a otros militantes como José Gómez Gayoso, marchó a Galicia, donde llegó a ser jefe del Ejército Guerrillero en la zona. Aunque le animó la victoria aliada en la guerra mundial y durante 1946 las acciones de boicot y presión de la guerrilla en Galicia fueron exitosas, al año siguiente la tensión con el régimen dictatorial de las potencias aliadas se fue apaciguando y, además, la guerrilla empezó a sufrir serios reveses en sus enfrentamientos.
Antonio, junto a Gayoso y otros dos miembros de la guerrilla fue detenido en La Coruña el 10 de julio de 1948. Fue torturado durante su detención y en Consejo de guerra sumarísimo, fue condenado junto a Gayoso a pena de muerte por "actividades comunistas" y ejecutado por garrote vil en el Campo de la Rata el 6 de noviembre.
Rafael Alberti, en su poema Héroes caídos de la Resistencia Española escribió sobre Gayoso y Seoane:

{...}
Ahora yo quiero nombrar,

no mi nombre, porque el mío

es como el de los demás.

¿A quién nombraré primero?

Nadie es segundo en mi lengua

cuando es de acero el acero

Si uno es glorioso, en glorioso

al otro no hay quien le gane.

Si digo Gómez Gayoso,

ya estoy diciendo Seoane.

Canto fuerte, camaradas,

compañeros, canto fuerte,

aunque esta copla es de muerte

sin la garganta apretada.

¡Sangre de Gómez Gayoso,

sangre pura, sangre brava,

sangre de Antonio Seoane,

de Diéguez, de Larrañaga,

de Roza, Cristino y Vía,

valles de sangre, montañas!

(...)